# 시라키 마리
시라키 마리(Mari Shiraki, 1937년 2월 23일 ~ )는 일본의 배우이다.
세타가야구에서 태어났다.

## 방송
- 필살사업인 2009
- 필살사업인 2007
- 미토코몬 제29부

## 영화
- 검객 2 (1985년)
- 검객 (1984년)
- 대초원의 철새 (1960년)
- 그 호송차를 노려라 (1960년)
- 기타를 멘 철새 (1959년)
- 암흑의 여권 (1959년)
- 암흑가의 미녀 (1958년)
- 폭풍을 부르는 남자 (1957년)